# Bliss (virus informàtic)
Bliss és un virus informàtic que afecta els sistemes Linux, el 5 de febrer de 1997, l'autor del virus va publicar el codi d'aquest. Quan s'executava, el virus s'intentava unir als arxius executables (programes, scripts), als quals un usuari normal no hi té accés, a partir d'aquell moment els arxius afectats ja no es podien executar. El Bliss escrivia totes les seves accions en el directori "/tmp/.bliss" (el punt inicial en el nom dels arxiu serveix per ocultar l'arxiu). També hi havia un paràmetre per a la terminal "--bliss-uninfect-files-please" (la traducció seria: "Bliss, si us plau, desinfecta els arxius"), que en realitat ens porta al fet que la infecció és irreversible. Totes aquestes característiques suggereixen que aquest virus podria haver estat escrit només per demostrar que Linux pot ser infectat amb virus (prova de concepte). A més a més, aquest virus no és molt eficaç perquè el sistema de drets d'usuari en una distribució de Linux fa molt difícil la seva propagació i, per tant, acaba sent una curiositat. Quan el descobriment del Bliss es va fer públic, alguns fabricants d'antivirus van emetre comunicats de premsa, dient que ara hi havia un virus de Linux, i que els usuaris de Linux s'asseguressin de comprar un programa antivirus per protegir-se. Després del Staog, el virus Bliss, segueix sent un dels més coneguts.